# Weberbauerocereus weberbaueri
Weberbauerocereus weberbaueri ist eine Pflanzenart aus der Gattung Weberbauerocereus in der Familie der Kakteengewächse (Cactaceae). Das Artepitheton weberbaueri ehrt den preußischen Biologen August Weberbauer.

## Beschreibung
Weberbauerocereus weberbaueri wächst strauchig mit zahlreichen von der Basis her verzweigten, aufrechten oder aufsteigenden, graugrünen Trieben mit einem Durchmessern von 6 bis 10 Zentimetern und erreicht dabei Wuchshöhen von bis zu 4 Metern. Es sind etwa 15 bis 22 etwas gehöckerte Rippen vorhanden. Die darauf befindlichen Areolen stehen dicht beieinander, erreichen Durchmesser bis 8 Millimeter und sind mit langer, gräulich gelber Wolle besetzt. Die sechs bis acht kräftigen Mitteldornen sind bräunlich und bis 6 Zentimeter lang. Die etwa 20 dünnen, gelblich braunen Randdornen sind 1 bis 1,5 Zentimeter lang.
Die röhrenförmigen bis etwas trichterförmigen, schwach zygomorphen Blüten erscheinen in der Nähe der Triebspitzen, öffnen sich in der Nacht und bleiben bis zum nächsten Morgen geöffnet. Sie
sind 5,2 bis 10,3 Zentimeter lang. Ihre grünlich braune Blütenröhre ist etwas gebogen und mit kurzen braunen Haaren besetzt. Die Blütenhüllblätter sind weiß bis rötlich braun bis rosarötlich. Die Früchte sind grün, gelb, gelblich orange bis orangerot und erreichen Durchmesser von bis zu 4 Zentimetern.

## Verbreitung, Systematik und Gefährdung
Weberbauerocereus weberbaueri ist in der peruanischen Region Arequipa in Höhenlagen von 2000 bis 3000 Metern verbreitet.
Die Erstbeschreibung als Cereus weberbaueri erfolgte 1913 durch Friedrich Karl Johann Vaupel. Curt Backeberg stellte die Art 1957 in die Gattung Weberbauerocereus. Weitere nomenklatorische Synonyme sind Haageocereus weberbaueri (K.Schum. ex Vaupel) D.R.Hunt (1987) und Echinopsis weberbaueri (K.Schum. ex Vaupel) Anceschi & Magli (2013).
In der Roten Liste gefährdeter Arten der IUCN wird die Art als „Least Concern (LC)“, d. h. als nicht gefährdet geführt.

## Nachweise